# Tahiryuaq, Northwest Territories
Tahiryuaq är en sjö i Kanada.   Den ligger i territoriet Northwest Territories, i den norra delen av landet, 3 400 km nordväst om huvudstaden Ottawa. Tahiryuaq ligger 221 meter över havet.
Trakten runt Tahiryuaq består i huvudsak av gräsmarker. Trakten runt Tahiryuaq är nära nog obefolkad, med mindre än två invånare per kvadratkilometer.